# Levellers
Levellers, egentligen "utjämnare", "jämlikhetsivrare", namn på en politisk-religiös riktning under 1600-talets puritanska revolution i England, som framträdde i samband med tvisterna mellan långa parlamentet och independenterna inom armén 1647.
En av deras ledare var John Lilburne, och de framställde på hösten samma år sina politiska önskemål i de för engelska författningsidéernas historia värdefulla aktstyckena "The case of the army" och "The agreement of the people". Republikanism, parlamentsvälde, politisk och social jämlikhet samt fullständig religionsfrihet ingick i deras politiska krav, och i religiöst hänseende var de en sammanslutning inom independenterna. 
Under tiden närmast efter Karl I:s avrättning 1649 sökte de under allt starkare misstro mot Cromwell upprorsvägen bemäktiga sig nödvändigt inflytande för sitt programs genomförande, men deras resningsförsök undertrycktes av Cromwell och Fairfax, och vid restaurationen var hela rörelsen, vilken på sina håll även tagit formen av agrar kommunism, så gott som utdöd.